# 石川県道265号鹿磯港道下線
石川県道265号鹿磯港道下線（いしかわけんどう265ごう かいそこうとうげせん）とは、石川県輪島市内を通る一般県道（石川県道）である。

## 路線概要
- 起点：石川県輪島市門前町鹿磯23番1地先
- 終点：石川県輪島市門前町道下44番1地先（＝国道249号交点）

輪島市門前町中央部の日本海側に面する鹿磯漁港（かいそぎょこう）と国道249号を結ぶ。起点は、鹿磯集落から漁港に至る途中の長谷の潤トンネル手前にある。鹿磯集落の西側を経て、八ヶ川（はっかがわ）に架かる西端橋（橋長63m）を渡り、終点に至る。
当県道は、起点のある長谷の潤トンネルから鹿磯漁港を経て、輪島市門前町深見地区に至る市道（輪島市道道下深見線）と一体的となっており、当県道を経て、深見地区と輪島市役所門前総合支所（旧門前町役場）のある中心部とを最短で結ぶ役目ももっている。当県道および当市道とも、全区間両側2車線（片側1車線）で整備されている。

## 歴史
- 1960年（昭和35年）10月15日：路線認定。

## 接続道路
- 国道249号（輪島市門前町道下：終点）

## 周辺
- 鹿磯漁港
- 門前モータースポーツ公園：ダートトライアルコース。全日本ダートトライアル選手権のコースの1つ。
- 道下サンセットパーク
- 諸岡健康推進広場：2007年（平成19年）3月に発生した能登半島地震による仮設住宅が建てられた。